# 快傑ヤンチャ丸2 からくりランド
『快傑ヤンチャ丸2 からくりランド』（かいけつやんちゃまる－）は、1991年8月30日にアイレムが発売したファミリーコンピュータ用ソフト。ジャンルは横スクロールアクションゲーム。

## 概要
『快傑ヤンチャ丸』シリーズ2作目。前作とは違い、敵の攻撃、接触でアウトする事ではなく体力制（ライフ3）に変わっている。また、棒で攻撃しても棒が弾き飛ぶ事がない。ヤンチャ丸の外見が変わっている。

## ステージ構成
おかしの国
ミニチュアまち
しんりんてつどう
おばけのもり
ちかせかい
ぜっぺきやま
めいきゅう
げんゆうじょう

## 主要人物
ヤンチャ丸
主人公。棒を武器とする。
くるみ姫
前作から登場した江戸城の姫。
ぞうりんげん
前作のラスボス。
あらくつな げんゆうさい
きつね隊率いる謎の人物。

## 評価
ゲーム誌『ファミコン通信』の「クロスレビュー」では合計16点（満40点）、『ファミリーコンピュータMagazine』の読者投票による「ゲーム通信簿」での評価は以下の通りとなっており、18.5点（満30点）となっている。
| 項目 | キャラクタ | 音楽 | お買得度 | 操作性 | 熱中度 | オリジナリティ | 総合 |
| 得点 | 3.3        | 3.0  | 3.0      | 3.2    | 3.0    | 3.0            | 18.5 |